# N'drikro
N'drikro est un village de la Côte d’Ivoire, situé dans la région du Moronou et appartenant au département de Bongouanou.